# Тоя несправжньопротиотруйна
То́я несправжньопротиотру́йна, аконіт несправжньо-протиотруйний, аконіт несправжньопротиотруйний (Aconitum pseudanthora Blocki ex Pacz.) — багаторічна трав'яниста рослина родини жовтецевих. Один з найрідкісніших видів флори Поділля. Занесений до Червоної книги України. Згідно з Plants of the World Online таксон є синонімом до Aconitum anthora — тоя протиотруйна.

## Загальна біоморфологічна характеристика
Геофіт. Багаторічна трав'яна рослина 40—80 см заввишки, з веретеноподібно потовщеним коренем. Стебло здебільшого просте, іноді у верхній частині розгалужене. Листки багаторазово пальчасторозсічені на вузьколінійні частки. Квітки прості, зигоморфні, оцвітина спочатку зеленкувато-жовта, пізніше — пурпурово-фіолетова. Листянки пухнасті, звужені в носик. Цвіте у серпні, родить у вересні. Розмножується насінням.

## Ареал
Ареал виду та його поширення в Україні: Подільська височина. Відомий із Заліщицького та Кам'янецького Придністров'я, Покуття, Опілля; за літературними даними наводиться для Чернівецької області (Прикарпаття).

## Систематика
Згідно систематики, наведеній на сайті спільного інтернет-проекту «The Plant List» між Королівськими ботанічними садами в К'ю і Міссурійським ботанічним садом, тоя несправжньопротиотруйна (Aconitum pseudanthora) разом з тоєю гайовою (Aconitum nemorosum) є синонімами тої протиотруйної (Aconitum anthora).